# Plesiomenaeus
Plesiomenaeus is een geslacht van kreeftachtigen uit de klasse van de Malacostraca (hogere kreeftachtigen).

## Soort
- Plesiomenaeus poorei Bruce, 2009